# Veraphis
Veraphis är ett släkte av skalbaggar som beskrevs av Thomas Casey 1897. Veraphis ingår i familjen glattbaggar.
Släktet innehåller bara arten Veraphis engelmarki.